# Gypsy (пісня)
«Gypsy» (укр. «Циганка») — четвертий сингл колумбійської співачки Шакіри з однойменного альбому, випущений 19 лютого 2010 року лейблом Epic. Іспаномовна версія має назву «Gitana» (укр. «Циганка»).

## Список композицій та форматів
- Digital Download EP[1]

1. «Gypsy» — 3:18
2. «Gitana» — 3:26
3. «Gypsy (ремікс Freemasons)» — 3:26
4. «Gypsy» (відео)- 3:36

- Промо CD-сингл[2]

1. «Gypsy» — 3:18

- Німецький CD-сингл[3]

1. «Gypsy» — 3:18
2. «Gypsy (ремікс Freemasons)» — 3:26

## Чарти
| Чарт                                 | Найвища позиція |
| ------------------------------------ | --------------- |
| Австрія (Ö3 Austria Top 75)          | 11              |
| Бельгія (Ultratop 40 Wallonia)       | 40              |
| Канада (Canadian Hot 100)            | 80              |
| Чехія (IFPI)                         | 6               |
| European Hot 100 Singles             | 7               |
| Німеччина (Media Control Charts)     | 7               |
| Угорщина (Rádiós Top 40)             | 6               |
| Мексиканський Singles Chart «Gitana» | 6               |
| Іспанія (PROMUSICAE)                 | 3               |
| Швейцарія (Media Control Charts)     | 12              |
| США Billboard Hot 100                | 65              |
| США (Latin Songs)                    | 6               |
| США (Latin Tropical Airplay)         | 27              |

## Інформація радіо та релізів
| Регіон     | Дата           | Формат           | Лейбл                    |
| ---------- | -------------- | ---------------- | ------------------------ |
| Норвегія   | 19 лютого 2010 | Digital Download | Sony Music Entertainment |
| Італія     | 19 лютого 2010 | Digital Download | Sony Music Entertainment |
| Швеція     | 19 лютого 2010 | Digital Download | Sony Music Entertainment |
| Швейцарія  | 19 лютого 2010 | Digital Download | Sony Music Entertainment |
| Нідерланди | 19 лютого 2010 | Digital Download | Sony Music Entertainment |
| Португалія | 19 лютого 2010 | Digital Download | Sony Music Entertainment |
| Іспанія    | 19 лютого 2010 | Digital Download | Sony Music Entertainment |
| Фінляндія  | 19 лютого 2010 | Digital Download | Sony Music Entertainment |
| Данія      | 19 лютого 2010 | Digital Download | Sony Music Entertainment |
| Бельгія    | 19 лютого 2010 | Digital Download | Sony Music Entertainment |
| Австрія    | 19 лютого 2010 | Digital Download | Sony Music Entertainment |
| США        | 27 квітня 2010 | Digital Download | Epic Records             |

| Регіон          | Дата            | Формат           | Лейбл                    |
| --------------- | --------------- | ---------------- | ------------------------ |
| Німеччина       | 26 березня 2010 | CD-сингл         | Sony Music Entertainment |
| Франція         | 26 березня 2010 | Digital Download | Sony Music Entertainment |
| Швейцарія       | 26 березня 2010 | Digital Download | Sony Music Entertainment |
| Велика Британія | 18 квітня 2010  | Digital Download | RCA Records              |

| Регіон | Дата           | Формат     |
| ------ | -------------- | ---------- |
| Світ   | 22 лютого 2010 | Всі        |
| США    | 4 травня 2010  | Mainstream |